# Del (commande DOS)
Pour les articles homonymes, voir Del.

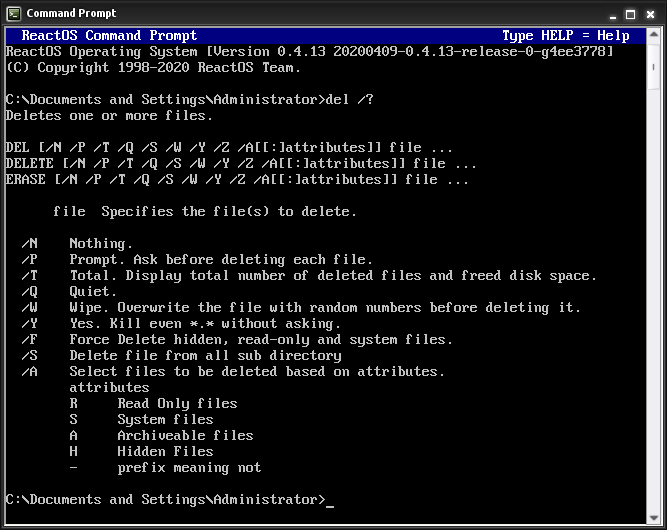
Exemple d'utilisation de la commande "del" dans un terminal

del (ou erase) est une commande DOS présente dans tous les interpréteurs DOS, OS/2 et Microsoft Windows comme COMMAND.COM, cmd.exe, 4DOS, NDOS, 4OS2, 4NT et Windows PowerShell. Elle est l'équivalent de rm sous UNIX 

## Syntaxe
Pour supprimer un fichier :
```
del
 Fichier1

```

De plus, elle comprend plusieurs paramètres :
- /P : demande une confirmation avant de supprimer un fichier.
- /F : force la suppression de fichiers en lecture seule.
- /S : supprime les fichiers dans tous les sous-répertoires.
- /Q : pas de confirmation avant la suppression si des caractères génériques ont été utilisés (* et ?).
- /A : suppression en fonction des attributs suivants :
R : fichiers en lecture seule
S : fichiers système
H : fichiers cachés
A : fichiers prêts pour archive
- : préfixe de négation